# Battaglia di Basing
La battaglia di Basing fu una battaglia combattuta il 22 gennaio 871 a Old Basing, in quella che oggi è la contea inglese dell'Hampshire. Fece parte di una serie di conflitti che si svolsero durante l'invasione del Regno del Wessex da parte di un esercito di Dani. I vari conflitti che la composero vengono descritti nella Cronaca anglosassone.

## Storia
I Dani stabilirono un campo a Reading, e le prime battaglie di Englefield, Reading ed Ashdown non si dimostrarono decisive, con vittorie per ambo gli schieramenti.
Due settimane dopo la vittoria sassone di Ashdown, gli eserciti si incontrarono di nuovo a Basing. L'esercito sassone, guidato da re Etelredo, fu sconfitto dai Dani. Ma come i conflitti che l'avevano preceduta, anche questa battaglia si rivelò inutile, e fu seguita il mese successivo dalla battaglia di Marton, in cui uscirono vincitori i Sassoni. Etelredo morì ad aprile, e fu sostituito da Alfredo il Grande. Buona parte del regno di Alfredo (28 anni) fu occupata dagli scontri con i danesi.